# Округ Илава
Округ Илава (слч. Okres Ilava) округ је у Тренчинском крају, у Словачкој Републици. Административно средиште округа је град Илава.

## Географија
Налази се у сјеверном дијелу Тренчинског краја.
Граничи:
- на сјеверу је Округ Пухов,
- источно Жилински крај,
- западно Чешка,
- јужно Округ Тренчин,
- југоисточно Округ Прјевидза.

Клима је умјерено континентална.

## Становништво
| Година:    | 1994.  | 2004.   | 2014.   | 2024.   |
| ---------- | ------ | ------- | ------- | ------- |
| Број људи: | 62 205 | 61 422  | 60 194  | 56 647  |
| Разлика:   |        | -1,25 % | -1,99 % | -5,89 % |

| Година:    | 2023.  | 2024.   |
| ---------- | ------ | ------- |
| Број људи: | 56 920 | 56 647  |
| Разлика:   |        | -0,47 % |

Према подацима о броју становника из 2011. године округ је имао 60.589 становника. Словаци чине 90,39% становништва.
| Етнички састав (2011)‍ | Етнички састав (2011)‍ | Етнички састав (2011)‍ | Етнички састав (2011)‍ | Етнички састав (2011)‍ |
| --------------------- | --------------------- | --------------------- | --------------------- | --------------------- |
|                       |                       |                       |                       |                       |
| Словаци               | Словаци               |                       | 0                     | 90,39%                |
| Чеси                  | Чеси                  |                       | 0                     | 0,77%                 |
| остали, непознато     | остали, непознато     |                       | 0                     | 8,84%                 |

## Насеља
У округу се налази три града и 18 насељених мјеста. Градови су Дубњица на Ваху, Илава и Нова Дубњица.